# Enteria arena Pardubice
Enteria Arena Pardubice (dříve známa pod názvem ČSOB Pojišťovna ARENA, Tipsport arena, ČEZ Arena nebo Duhová aréna) je sportovní hala nacházející se v Pardubicích. Hraje zde nejvyšší hokejovou soutěž Extraligu České republiky tým HC Dynamo Pardubice.

## Historie
První umělá ledová plocha byla v Pardubicích zprovozněna 20. prosince roku 1947 a o třináct let později se dočkala zastřešení. V letech 1958–1960 byl vybudován krytý zimní stadion. Provoz modernizované arény byl zahájen v roce 2001. Koná se zde velké množství sportovních, ale i společenských akcí. S kapacitou 10 194 diváků (míst k sezení a stání) se jedná o třetí největší hokejovou arénu v České republice.
V roce 2002 a 2008 se zde konalo Mistrovství světa juniorů v ledním hokeji. V letech 2011 a 2014 aréna hostila Mistrovství světa v inline hokeji a v roce 2017 se zde konalo Mistrovství světa v hokejbalu. V září 2003, na přelomu srpna a září 2013 a v dubnu 2018 byla hala dějištěm českého turnaje Euro Hockey Tour.
Od roku 2014 se zde každým rokem koná největší otevřený kulečníkový turnaj v republice „Pardubice Open" a to první červencový týden. Turnaje se každým rokem účastní okolo 300 hráčů z České republiky, Slovenska, Polska a dalších, převážně středoevropských států. V letech 2020 a 2021 se turnaj z důvodu pandemie covidu-19 nekonal.
V letech 2003 až 2005 nesla hala název „Duhová aréna“.
K přejmenování haly z názvu „ČEZ Arena“ na „Tipsport arena“ došlo 7. ledna 2015.
Dne 22. května 2018 bylo oznámeno přejmenování haly na „ČSOB Pojišťovna ARENA“.
Pro sezónu 2019/2020 dostala hala nový název enteria arena.
Tento název zůstal zachován až do současnosti (rok 2025).